# الأجهزة الأمنية الفلسطينية
الأجهزة الأمنية في السلطة الفلسطينية أو الأمن الفلسطيني، تعمل حاليًا في الضفة الغربية فقط منذ الانقسام الفلسطيني، وهي قوة عسكرية نظامية قوامها نحو 45,000 جندي يمارسون نشاطات مختلفة من حفظ أمن المناطق الفلسطينية وحفظ النظام وهو تابع ل (منظمة التحرير الفلسطينية) يمول الأجهزة الأمنية من قبل الولايات المتحدة الأمريكية وتدفع له سنويا 4 مليون دولار حسب التقديرات الإعلامية.

## التاريخ
نص البند 8 من اتفاقية أوسلو الموقعة بين فلسطين وإسرائيل في سبتمبر/أيلول 1993 على إنشاء شرطة قوية تضمن النظام والأمن في فلسطين.
وجاءت الاتفاقيات المكملة لاتفاقية أوسلو -وخصوصا اتفاقية القاهرة المعروفة باتفاقية غزة/أريحا والموقعة سنة 1994- لتنص على إقامة شرطة فلسطينية حددت بـ3000 عنصر ثم زيد العدد في اتفاقية أوسلو الثانية ليصير 30 ألفا.
كان الخطة الأساسية تنص على تأسيس 6 أجهزة مختلفة، غير أن الأجهزة الأمنية لم تقتصر على ذلك؛ بل كثرت وتعددت.

### النشأة
في البدء كانت قوات الأمن الفلسطيني تتشكل أساسا من أفراد من جيش التحرير الفلسطيني وحصلت على مساعدات دولية لتطوير قواتها حتى عام 2000.
مع الانتفاضة الفلسطينية الثانية؛ تغيرت علاقة قوات الأمن الفلسطينية بالأجهزة الأمنية الإسرائيلية، حيث إتهمت إسرائيل هذه الأجهزة بمواجهات مع إسرائيل في كثير من الحالات، وغض قادتها البصر عن عنف موجه إسرائيل.
قامت إسرائيل بضرب الأجهزة الأمنية الفلسطينية أثناء الانتفاضة الفلسطينية الثانية بشكل ممنهج، حتى لم يظل لها وجود تقريبا في الشارع الفلسطيني بشكل يعبر عن الدور الذي انيط بها، «حفظ النظام العام». لم يكن إلا بعد وفاة الزعيم الفلسطيني ياسر عرفات في 2004 وانتخاب محمود عباس رئيسا للسلطة الفلسطينية أن بدأ تعديلات تدريجية على الأجهزة الأمنية، وتجدد التواصل بين قوات الأمن الفلسطينية وأجهزة الأمن الإسرائيلية. ساهمت الولايات المتحدة الأمريكية في هذه الجهود بإستحداثها ل«المنسق الأمني الأمريكي»، الذي انيط به الإشراف على إعادة بناء والتطوير المهني لقوات الأمن الفلسطينية بقيادة الجنرال كيث دايتون.
إنسحبت القوات الإسرائيلية من المناطق (أ) التي إجتاحتها أثناء الانتفاضة الفلسطينية الثانية، وسلمت السلطة فيها تدريجيا للأجهزة الفلسطينية المدربة حديثا، وكان العام 2007 مفصليا للأجهزة الأمنية الفلسطينية التي سيطرت عليها تاريخيا حركة فتح، فبينما تجدد التنسيق الأمني مع إسرائيل بعد فترة انقطاع، إلا أنها خسرت قطاع غزة التي سيطرت عليها حماس فيما عرف بالإنقسام الفلسطيني، وأوقفت السلطة الفلسطينية في رام الله مذاك قواتها في غزة وظلت تعمل في الضفة الغربية فقط.
أما الآن فزاد عدد أفراد هذه الأجهزة وعددها كالتالي:
قطاع غزة يحتوي على 20,000 عسكري من مختلف الأجهزة كلهم للسلطة الفلسطينية الشرعية.
والضفة الغربية: تحتوي على قرابة 25,000 عسكري كلهم للسلطة الفلسطينية الشرعية، وكان للقوات الفلسطينية دور كبير في مواجهة العدو الإسرائيلي في الانتفاضة الثانية عام 2000 م حيث كان هناك اوامر من القائد الراحل ياسر عرفات أبو عمار مواجهة العدو وبالفعل حققت القوات الفلسطينية خسائر في صفوف العدو وقدمت الشهداء والاسرى.
وللتعريف بهذه الأجهزة نشأة وتأسيسا وتطورا نبدأ بالأجهزة الأمنية التابعة للرئيس الفلسطيني وهي:
- الأمن الداخلي
- الأمن الوطني
- القوة التنفيذية
- مجلس الأمن القومي

الحرس الرئاسي

### عتاد الأمن الفلسطيني
يمتلك الأمن الفلسطيني من الأسلحة الثقيلة:
- - مدرعات بي تي أر-70 عددها 50
  - مدرعات بي أر دي إم-2 عددها 45
  - مدافع رشاشة
  - جيبات عسكرية (فورد تونكا \ أسوزو ستايلس \ متسوبيشي L200 \ لندروفر \ باصات مصفحة فلوكس فاجن (شاتل) \ جيبات أسوزو د.ماكس 2010 \ جيبات مازدا \ جيبات شفرليه)

شعاره هو (شرف، كرامة، انتماء) وهدفه هو حماية فلسطين من أي عدوان والدفاع عنها، وحفظ أمان الشعب الفلسطيني والإنقاذ في الكوارث الطبيعية وأمن الوطن والمشاركة في الأعمال التنموية والتطوعية وإعطاء محاضرات تعريفية بمهام الأمن الوطني أو الجيش الفلسطيني.
ويوجد وحدات دعم لقوات الأمن الوطني الفلسطيني هي:
- - الوحدة الطبية
  - الوحدة القانونية
  - الوحدة الاجتماعية
  - دائرة العلاقات العامة والاعلام
  - هيئة الامداد والتجهيز
  - وحدة التخطيط الاستراتيجي

## قوى الأمن الداخلي
يشمل عدة أجهزة كالدفاع المدني والشرطة الفلسطينية والأمن الرئاسي أو القوة 17 والأمن الوقائي والضابطة الجمركية . وأهمها أمنيا وأكثرها حضورا هو جهاز الأمن الوقائي. وكان جهاز الأمن الداخلي بفروعه كلها تابعا لوزير الداخلية غير أنه وبعد إعلان نتائج الانتخابات التشريعية بيوم واحد في نهاية يناير/كانون الثاني 2006 تم نقل مسئوليته من الحكومة إلى الرئاسة.

### الأمن الوقائي
يوصف بأنه أكثر الأجهزة الأمنية تنظيما والأحكم بناء. وهو مكلف بالأمن الداخلي أي أمن الأراضي التي تقع تحت حوزة السلطة الفلسطينية وما ينضوي تحته من حيثيات كالمخابرات والسجون والتحقيق وما يعنيه ذلك من بسط النظام في الشارع الفلسطيني والقاء القبض على العملاء والجواسيس. ولم تنص اتفاقية أوسلو سنة 1993 على تشكيله، غير أنه أنشئ بعدها وفقا لاتفاق بين السلطة الوطنية الفلسطينية وإسرائيل.
ويضم جهاز الأمن الوقائي حوالي 5000 عنصر موزعين في الضفة الغربية ومعظم عناصره من نشطاء حركة فتح من الداخل بشكل خاص خلافا للأجهزة الأمنية الأخرى التي قد تعتمد على الفلسطينيين العائدين مع تأسيس السلطة في عام 1994.
ويعتقد أن بعض الفرق المتخصصة قد تناسلت من جهاز الأمن الوقائي (كفرقة الموت) والتي كثيرا ما نفى مسئولوا الجهاز وجودها إلى أن أعلن رشيد أبو شباك عن حلها في شهر نوفمبر/تشرين الثاني 2005.
وكان محمد دحلان أول رئيس لجهاز الأمن الوقائي في غزة من 1994 إلى 2002 حين عين مكانه رشيد أبو شباك. كما كان جبريل الرجوب أول رئيس لفرعه بالضفة الغربية قبل أن يحل محله العميد زهير المناصرة سنة 2002.
وفي عهد الرئيس الفلسطيني محمود عباس تم توحيد جهاز الأمن الوقائي في الضفة وغزة وتعيين رشيد أبو شباك رئيساً له، بل رئيسا للأمن الداخلي كله. وقد أقاله الرئيس محمود عباس وحاليا على رأس هذا الجهاز اللواء زياد هب الريح.

### الحرس الرئاسي
تأسس الجهاز الأمني المسمى القوة 17 بداية السبعينيات لحماية الرئيس الفلسطيني الراحل ياسر عرفات وغيره من زعماء منظمة التحرير الفلسطينية.
وهناك عدة آراء حول سبب تسمية الجهاز بالقوة 17: فتقول إحدى الروايات إن إحدى الوحدات العسكرية الفلسطينية التي شاركت في معارك سبتمبر/أيلول 1970 بين الجيش الأردني والفدائيين الفلسطينيين لم يبق من عناصرها البالغين 169 مقاتلا سوى 17 شخصا وقد توجهوا إلى لبنان وأقاموا في حارة الناعمة وسماهم الرئيس الراحل ياسر عرفات في إحدى مذكراته القوة الـ17. وفي بداية عام 1972 صار مكتب هذه المجموعة في حي الفاكهاني بطريق الجديدة في بيروت وأصبح يعرف باسم الـ17.
والبعض يرجعه إلى رمزية الرقم 17 الذي يشير في ذاكرة الفدائيين إلى السبعة عشر فلسطينيا الذين سقطوا في 21 مارس/آذار 1968 في معركة الكرامة ذات القيمة الرمزية في تاريخ المعارك الفلسطينية الفدائية.
وقد جمعت القوة 17 في فترات سابقة بين العمل المخابراتي وبين النشاط العسكري من خلال عمليات فدائية داخل إسرائيل. ويقدر عدد أفرادها 7000 جندي. ويعد من أكثر الأجهزة الأمنية الفلسطينية تجهيزاً وتدريبا وقد تلقت القوة 17 دعما في مصر والأردن حيث تلقى بعض عناصرها تدريبا وتسليحا من البلدين.
وتسيطر حركة فتح دون غيرها من الحركات الفلسطينية على هذا الجهاز. ويتميز عناصرها في عهد الرئيس الراحل ياسر عرفات بارتدائهم قبعات خضراء وحتى الآن.
ومنذ قيام السلطة الفلسطينية سنة 1994 تم دمج القوة 17 ضمن ما بات يعرف بالحرس الرئاسي. ومنذ وفاة الرئيس ياسر عرفات أصبح الجهاز تابعا للرئيس محمود عباس. ومهمة جهاز الحرس الرئاسي حماية الرئيس وغيره من قادة السلطة الوطنية الفلسطينية، حاليا على رأس هذا الجهاز اللواء (منير الزعبي).

### الشرطة المدنية
هي أحد مكونات الأمن الداخلي إلى جانب الأمن الوقائي والدفاع المدني، وعناصرها يبلغون 30,000 عنصر وهو مسؤول عن حفظ النظام والأمن المدني، وقد كلف الرئيس ياسر عرفات عام 1994 غازي الجبالي بتأسيس الشرطة الفلسطينية بموجب اتفاقية أوسلو.
والمدير العام الحالي لشرطة الفلسطينية هو اللواء (علام السقا). والشرطة مقسمة إلى مديريات هي:
- - إدارة التخطيط والتطوير
  - مديرية المباحث الجنائية
  - مديرية مكافحة المخدرات
  - مديرية شرطة المرور
  - الشرطة الخاصة
  - إدارة هندسة المتفجرات
  - إدارة الحراسات

### الضابطة الجمركية
جهاز امني تابع لقوى الامن الداخلي ، يتبع اداريا لوزارة الداخلية وفنيا لوزارة المالية ، مهمته حفظ الامن الاقتصادي ومكافحة التهريب والتهرب الضريبي .

## قوات الأمن الوطني الفلسطيني
ويشمل أربعة أجهزة هي:
- الأمن الوطني

يضم هذا الجهاز آلاف الجنود وهم الجيش الفلسطيني ويقسم الأمن الوطني إلى كتائب تدعى (كتائب الأمن الوطني الفلسطيني) أو (قوات الأمن الوطني الفلسطيني) وهي "الكتيبة الأولى، الكتيبة الخاصة الثانية، الكتيبة الثالثة، الكتيبة الرابعة، الكتيبة الخامسة، الكتيبة السادسة، الكتيبة السابعة، الكتيبة الثامنة، الكتيبة الخاصة التاسعة، الكتيبة العاشرة"، قائد الأمن الوطني هو اللواء ركن/ نضال أبو دخان، أما قائده الأعلى هو الرئيس محمود عباس.
- الشرطة البحرية

هي جهاز ضمن أجهزة الأمن العام وهي بمثابة خفر السواحل ومقرها في غزة حيث يوجد مقرها على الساحل الذي يطل على البحر الأبيض المتوسط. ويقدر عدد أفراد الشرطة البحرية الفلسطينية بحوالي 1000 عنصر. ومهمتها منع تهريب الأسلحة والمخدرات من وإلى مصر وتأمين المياه الإقليمية الفلسطينية ويوجد مع الشرطة البحرية زوارق تم تصنيعها على ايدي خبراء فلسطينيين وتلقى عناصر الشرطة البحرية تدريبهم في الجزائر. وتضم الشرطة البحرية أيضا (جهاز الغواصين) ومهمته البحث والإنقاذ.
- الشرطة الجوية

جهاز ضمن أجهزة الأمن العام وهي عبارة عن جهاز صغير مكون من 10 طيارين، يمتلك الجهاز مروحيتان من نوع ميل مي-17 تقوم بنقل المسؤولين داخل أرجاءالوطن.
- الاستخبارات العسكرية

هي وحدة عسكرية مكلفة بجمع المعلومات عن العدو الخارجي كما تهتم بالأمن الداخلي، وتشرف أيضا على الشرطة العسكرية والشرطة العسكرية بدورها تساعد الجيش الفلسطيني في مجالات عدة.

## المخابرات العامة
وقد أسسته أواخر الستينيات مجموعة من قادة فتح من بينها صلاح خلف (أبو إياد) وهايل عبد الحميد (أبو الهول)، وفخري العمري (أبو محمد). وقد أطلق عليه اسم جهاز المخابرات العامة بعد إقامة السلطة الوطنية الفلسطينية سنة 1994 بقرار من الرئيس ياسر عرفات على إثر توحد جهازي الأمن الموحد والأمن المركزي. وهو بحسب القانون الأساسي (الدستور المؤقت) تابع لمؤسسة الرئاسة الفلسطينية، ويعين رئيس الجهاز بقرار من الرئيس وهو بدرجة وزير، ومدة تعيينه ثلاث سنوات ويجوز تمديدها لمدة سنة فقط.
تم إنشاء الجهاز من قبل قيادات أمنية كانوا في جهاز الأمن الموحد والأمن المركزي وعلى رأسهم اللواء أمين الهندي وأبو رجب وتوفيق الطيراوي وصلاح شديد واخرون وعمل الجهاز على إعداد الكادر لحماية الوطن والمواطن وكان ذلك واضحا في كل الأحداث وخاصة في انتفاضة الاقصى وسجن واستشهد الكثير من ضباط جهاز المخابرات دفاعا عن الوطن في مواجهة الاحتلال، كانت المرحلة الثانية من تطور الجهاز عند ترأس اللواء توفيق الطيراوي للجهاز فقد اعاد ترميمه بعد تدمير مقار الجهاز من جراء قصف الاحتلال وانشأ العديد من الدوائر لرفعة كفائة ضباط وعناصر الجهاز بشكل كبير وانشأ الأكاديمية الأمنية الأولى في فلسطين والتي تتبع الجهاز لتدريب رجال الأمن والتي أصبحت فيما بعد (جامعة الاستقلال) وقد ساهم ضباط الجهاز في اتمام عمل الاكاديمية.
ويهدف هذا الجهاز إلى أمن الوطن وجمع المعلومات والتحري وعلى رأس هذا الجهاز اللواء (ماجد فرج) ويعد جهاز المخابرات مهم لانه يكشف جرائم القتل ويكشف العملاء والجواسيس وله دور كبير في أمن الشارع الفلسطيني ومساعدة الأجهزة الأمنية الفلسطينية.

## القوة التنفيذية
هي قوة أمنية تتبع لوزارة الداخلية حيث ينص القانون الأساسي المادة الثالثة أنه يحق لوزير الداخلية استحداث قوة أمنية شرطية تساعد الأجهزة الأمنية في أداء مهامها وهي تتبع لحركة حماس في غزة.
أسباب تشكيل القوة التنفيذية: عندما تسلم وزير الداخلية مهامه الجديدة إثر تشكيل الحكومة الفلسطينية العاشرة بناء على نتائج الانتخابات التي شهدتها الساحة الفلسطينية التي أظهرت فوز حركة حماس وجاءت بها إلى سدة الحكم، في وقت يعلم فيه الجميع أن حركة فتح هي من كانت متنفذة في السلطة لمدة اثني عشر عاما. ومع تسلم الحكومة الجديدة التي تقودها حركة حماس أراد البعض وضع العراقيل امام هذه الحكومة وكان ذلك متعمدا وبالذات مع وزير الداخلية وذلك لما تمثله هذه الوزارة من ضبط للساحة الداخلية وخصوصا دور الأجهزة الأمنية والتي كانت بكل أسف تعيش حالة صراع داخلي وصل بها الحد إلى تبادل لإطلاق النار في الشوارع والمطاردة العلنية لعناصر بعض الأجهزة في ظل حقيقة أن هذه الأجهزة خاضعة للمتنفذين في حركة فتح إلى هذه اللحظة.
فكانت تصدر قرارات من وزير الداخلية لتنفيذ امر ما كان يجابه هذا القرار بالرفض من قبل هذه الأجهزة الواقعة تحت مسؤوليته وتكرر هذا الأمر في أكثر من حالة لذلك في ظل هذه الحالة السائدة من عدم تنفيذ قرارات وزير الداخلية مما استدعى وزير الداخلية إلى استخدام صلاحياته وفقاً للمادة الثالثة من القانون الأساسي، بتشكيل هذه القوة.
بدأ العمل لتجهيز هذه القوة وتم العرض على جميع الفصائل لتشارك فيها وكانت هناك مشاركة من العديد من هذه الفصائل وكان يوم 17 مايو 2006 هو اليوم الأول الذي انتشرت فيه القوة التنفيذية في شوارع المدن بزيها الجديد.
وكانت المرحلة الأولى بحيث كان عددها 3500 عنصر وهذا ما وقعه السيد الرئيس محمود عباس باعتماد هذه الاعداد في اطار القوة الأمنية الجديدة وهي القوة التنفيذية أما الآن فقد أصبح العدد الاجمالي للقوة هو 5500 عنصر من جميع الفصائل الفلسطينية وهم موزعين كالتالي:
| اسم الفصيل                    | عدد أفراده |
| ----------------------------- | ---------- |
| حركة فتح                      | 3000       |
| حركة حماس                     | 1100       |
| لجان المقاومة الشعبية         | 600        |
| الجبهة الشعبية                | 250        |
| الجبهة الديمقراطية            | 50         |
| جبهة التحرير العربية          | 202        |
| الجبهة الشعبية القيادة العامة | 100        |
| كتائب أحمد أبو الريش          | 90         |
| مجموعات وديع حداد             | 70         |
| مستقلون                       | 540        |

أما بالنسبة لمواقع وأماكن تواجد القوة فلقد لاقت القوة صعوبة في أماكن لكي تستقر فيها ولكن بعد الجهود المتواصلة بعد أربعة أشهر من الانتشار استقرت القوة في بعض المواقع التي خلفها الاحتلال من الأراضي المحررة، فمثلا القوة في مدينة رفح تتواجد الآن في مقر لها بجوار مركز شرطة المدينة.
أما في خان يونس فالقوة عملت على ترميم مكان كان في السابق مصنع لإحدى المستوطنات وفي المنطقة الوسطى قامت القوة بتأجير مكان عبارة عن شقة سكنية لا يتسع إلا لمكاتب إدارة فقط ومكان تواجد الجنود في مفترقات الشوارع، وفي منطقة جنوب غزة تم استئجار مقر للقوة وفي منطقة شمال مدينة غزة تم أخذ مقر للقوة كان يستخدمه الأمن الوقائي وقد تم بالاتفاق مع الجهاز ووزير الداخلية، وفي منطقة شمال قطاع غزة تم تجهيز مكان وبنائه.
ولقد تلقى أبناء القوة التنفيذية العديد من التدريبات على الرغم من التدريبات التي تلقوها في فصائلهم التي ينتمون لها، وتم عمل جدول تدريبي لجميع أفراد القوة التنفيذية يقوم على تدريب كوادر متخصصة في عمل التدريب العسكري والشرطي.
اما بخصوص أسلحة القوة التنفيذية فهي أسلحة التنظيمات التي شاركت في القوة بافرادها، وتمويل القوة يأتي عبر وزارة الداخلية كبقية الأجهزة التي تتبع للداخلية.
اما الآن فهذا الجهاز يتبع كليا لحركة حماس ويتكون أفراده من أشخاص اصحاب خبرة عسكرية جيدة تم اكتسابها من عملهم المقاوم وانضوائهم تحت اجنحة عسكرية تابعة للفصائل وعلى رأسها كتائب القسام، ومهمة أفراد الجهاز قد توسعت في قطاع غزة بعد الحسم العسكري الذي نفذته حركة حماس بتاريخ 13 يونيو 2007 حيث باتت تسيطر على كافة الامور في قطاع غزة وتم تحويل المسمى من القوة التنفيذية إلى جهاز الشرطة بالإضافة إلى استحداث أجهزة أمنية جديدة مثل جهاز الأمن الداخلي، ويمارس أفراد الجهاز اعمالهم بحسب المهام الموكلة اليهم سواء في فض النزاعات أو في ضبط الأمن الداخلي من الاخطار الخارجية خاصة الإسرائيلية ومكافحة التخابر مع الدول الاجنبية خاصة جهازي الشاباك والموساد الإسرائيليين، وغالبا ما يستخدم هذا الجهاز للسيطرة على الفوضى ويساعده جهاز منظم يدعى قوات التدخل وحفظ النظام وهذا جهاز منفصل لكنه يعاونه بشكل جزئي.

## قائمة الأجهزة الأمنية الفلسطينية
تُصنف الأجهزة الأمنية الفلسطينية إلى ما يلي:
1. قوى الأمن الداخلي:
  1. الشرطة المدنية
  2. الأمن الوقائي
  3. الضابطة الجمركية
  4. الدفاع المدني
2. قوى الأمن الخارجي:
  1. المخابرات العامة
3. قوى الأمن الوطني:
  1. قوات الأمن الوطني
  2. الاستخبارات العسكرية
  3. الحرس الرئاسي
  4. الشرطة الجوية
  5. الشرطة البحرية
  6. الهيئات:
    1. هيئة التدريب العسكري
    2. هيئة الإمداد والتجهيز
    3. هيئة قضاء قوى الأمن
    4. هيئة التوجيه السياسي والوطني
    5. هيئة التنظيم والإدارة

  7. المديريات:
    1. مديرية الخدمات الطبية العسكرية
    2. مديرية الإدارة المالية العسكرية
    3. مديرية الارتباط العسكري
    4. مديرية التسليح المركزي
4. أجهزة أمنية سابقة:
  1. القوة 14
  2. القوة 17
  3. القوة التنفيذية

## وصلات خارجية
- موقع وزارة الداخلية الفلسطينية
- موقع الشرطة الفلسطينية
- وثيقة: قرارات ومراسيم رئاسية بحل مجلس الأمن القومي الفلسطيني